# Megophrys wuliangshanensis
Espèce
Synonymes
- Xenophrys wuliangshanensis (Ye & Fei, 1995)

Statut de conservation UICN

 DD  : Données insuffisantes
Megophrys wuliangshanensis est une espèce d'amphibiens de la famille des Megophryidae.

## Répartition
Cette espèce se rencontre :
- en République populaire de Chine, dans la province du Yunnan dans le xian de Jingdong ;
- en Inde dans les États du Nagaland, d'Assam et du Manipur.

Sa présence est incertaine en Birmanie.

## Étymologie
Son nom d'espèce, composé de wuliangshan et du suffixe latin -ensis, « qui vit dans, qui habite », lui a été donné en référence au lieu de sa découverte, le mont Wuliang (parfois orthographié Wuliang-shan), dans le xian de Jingdong au Yunnan.

## Publication originale
- Ye & Fei, 1995 : Taxonomic studies on the small type Megophrys in China including descriptions of the new species (subspecies) (Pelobatidae: genus Megophrys). Acta Herpetologica Sinica, vol. 4, no 5, p. 72-81.